# Tupaia de Java
La tupaia de Java (Tupaia hypochrysa) és una espècie de tupaia de la família dels tupàids. És endèmica de l'illa de Java (Indonèsia). No se sap gaire cosa sobre el seu hàbitat i la seva ecologia. Malgrat que és capaç de tolerar els canvis en el seu medi fins al cert punt, la principal amenaça per a aquesta espècie és la greu desforestació com a resultat de la transformació dels boscos tropicals en plantacions i camps de conreu, així com de la tala d'arbres. Fins a la segona dècada del segle xxi fou considerada una subespècie de la tupaia comuna (T. glis).